# Nombre de Bingham
Le nombre de Bingham {\displaystyle (Bm)} est un nombre sans dimension utilisé en rhéologie. Il est utilisé pour caractériser le rapport entre les contraintes élastiques et les contraintes visqueuses,.
Ce nombre porte le nom de Eugene Cook Bingham, chimiste américain.
On le définit de la manière suivante :
{\displaystyle Bm={\frac {\tau L_{c}}{\mu v}}}
avec :
- τ : contrainte de cisaillement ;
- v : vitesse ;
- Lc : longueur caractéristique ;
- μ : viscosité dynamique.

Ce nombre est parfois aussi appelé nombre de plasticité.